# Jacsince
Jacsince (macedónul: Јачинце) település Észak-Macedóniában, az Északkeleti körzetben, Kumanovo községben.

## Népesség
| Lakosok száma | 443  | 508  | 500  | 389  | 229  | 139  | 93   | 106  | 72   |
|               | 1948 | 1953 | 1961 | 1971 | 1981 | 1991 | 1994 | 2002 | 2021 |

- 2002-ben 106 lakosa volt, akik mindannyian macedónok.